# Fintecna
Fintecna – Finanziaria per i Settori Industriale e dei Servizi S.p.A. (anciennement Fintecna – Società per l'Impiantistica Industriale e l'Assetto del Territorio S.p.A.) est une holding financière italienne, créée en 1993 pour restructurer et privatiser les entreprises qui faisaient partie du groupe IRI dans les domaines de la construction, de l'ingénierie civile et des installations techniques.
Cette holding fait suite à la volonté de supprimer les holdings d'État géantes comme l'IRI ou Iritecna S.p.A.
Fintecna gère ses participations dans des sociétés en voie de privatisation ou déjà privatisées mais dont l'État italien garde une participation importante. En 2002, avec la disparition complète des holdings IRI et Iritecna, Fintecna récupère l'ensemble des participations encore dépendantes de ces deux holdings, avant la privatisation des sociétés correspondantes.
Les opérations de privatisation les plus importantes menées à ce jour, concernent les entreprises :
- Italimpianti
- Condotte d'Acqua
- Italstrade
- Rep-Garboli
- Mantelli Estero
- Maccarese S.p.A.
- Italinpa
- Ponteggi Dalmine
- Nuova Portello
- Autostrade S.p.A.

## Principales participations détenues
Fintecna est intégralement contrôlée par le Ministère de l'Économie et des Finances Italien à travers la Cassa Depositi e Prestiti qui détient des participations majoritaires dans les sociétés de droit privé :
- Fincantieri S.p.A. (72,51 % depuis 2014)
- Tirrenia di Navigazione S.p.A.
- Stretto di Messina S.p.A.
- Veneta Infrastrutture S.p.A.
- Ligresta - I - II - III S.r.l.
- XXI APRILE S.r.l.

En décembre 2006, Fintecna a transféré, avec effet au 1er janvier 2007, l'ensemble de ses participations dans la branche immobilière à sa filiale Fintecna Immobiliare S.r.l. 
Fintecna Immobiliare, représente une nouvelle branche du Groupe Fintecna, créée pour devenir leader dans le secteur immobilier ayant pour objectif principal de valorisation des terrains, l'aménagement urbanistique et commercial de l'immensité des biens immobiliers publics. Les activités des quatre sociétés Ligresta Srl font partie de ce secteur.

## Informations générales
- Raison sociale : Fintecna – Finanziaria per i Settori Industriale e dei Servizi S.p.A.
- Siège social : Via Versilia, 2 - 00187 Rome
- Capital social : 240 079 530 €